# Julia Stiles
Julia Stiles (* 28. března 1981 New York, USA) je americká herečka a dramatička. Hrála hlavní roli v romantickém filmu Princ a já, společně s Julií Robertsovou se objevila i ve snímku Úsměv Mony Lisy. V roce 2010 obdržela roli v seriálu Dexter.
Pochází z irsko-britsko-italské rodiny, její matka Judith Stilesová je keramička, otec John O'Hara je podnikatel.
Herectví se věnuje již od svého dětství, od 11 let vystupovala v experimentálním manhattanském divadle La MaMa Theatre, od roku 1993 do roku 1998 hrála s divadelní skupinou Ridge Theater, později si zahrála ve hře Monology vaginy. Na divadle vystupovala i v Londýně.
V letech 2000–2005 vystudovala angličtinu na Columbijské universitě. Kromě herectví se věnuje také psaní divadelních her a scénářů, věnuje se i sportu, amatérsky hraje fotbal.

## Filmografie, výběr
- 1996 Má mě rád, nemá mě rád
- 1997 Tichý nepřítel
- 1998 Svůdná touha / Bestie (za roli v tomto filmu získala křišťálový glóbus na Mezinárodním filmovém festivalu v Karlových Varech)
- 1999 Deset důvodů, proč tě nenávidím
- 2000 Hamlet
- 2001 Nežádej svůj poslední tanec
- 2001 Cizí záležitost
- 2002 Agent bez minulosti
- 2003 Úsměv Mony Lisy
- 2003 Mužská záležitost
- 2004 Princ a já
- 2004 Bournův mýtus
- 2006 Satan přichází
- 2007 Bourneovo ultimátum
- 2009 Pláč sovy
- 2010 Dexter (10 epizod)
- 2012 Silver Linings Playbook
- 2012 Stars in Shorts
- 2012 It's a Disaster
- 2012 Girl Most Likely
- 2013 Between Us
- 2013 Circuit
- 2014 Out of the Dark
- 2015 The Great Gilly Hopkins
- 2015 Blackway
- 2016 Misconduct
- 2016 Jason Bourne
- 2016 The Drowning
- 2016 11:55
- 2017 Trouble
- 2019 Hustlers
- 2021 The God Committee